# Trachylepis punctulata
Trachylepis punctulata är en ödleart som beskrevs av  Bocage 1872. Trachylepis punctulata ingår i släktet Trachylepis och familjen skinkar. Inga underarter finns listade i Catalogue of Life.